# Christine (Texas)
Pour les articles homonymes, voir Christine.
La ville de Christine est située dans le comté d'Atascosa, dans l’État du Texas, aux États-Unis. Sa population s’élevait à 390 habitants lors du recensement de 2010, estimée à 416 habitants en 2016.

## Histoire
La localité s’est d'abord appelée New Artesia mais a dû être rebaptisée car une autre ville portait ce nom dans l’État. La localité a été incorporée le 22 octobre 1910.

## Source
- (en) Cet article est partiellement ou en totalité issu de l’article de Wikipédia en anglais intitulé « Christine, Texas » (voir la liste des auteurs).